# WFP
FN's Verdensfødevareprogram (FN's World Food Programme) blev oprettet af FN og FAO i 1961. 
WFP er verdens største humanitære organisation, der bekæmper sult i hele verden. WFP giver hvert år fødevareassistance til  mere end 80 millioner mennesker i mere end 80 lande. WFP modtog Nobels fredspris i 2020 "for dens kamp for at bekæmpe sult, for bidrag til at forbedre forholdene for fred i konfliktfyldte områder og for at virke som drivkraft for at forhindre brugen af sult som våben i krige og konflikter".

## Historie
WFP's grundlæggelse kan føres tilbage til en konference i FN's Fødevare- og Landbrugsorganisation, FAO i 1960. George McGovern, direktøren for det amerikanske 'Food for Peace' program foreslog her at etablere et multilateralt fødevareprogram. WFP blev formelt etableret i 1961 som et treårig eksperiment, og organisationen fik sin ilddåb allerede året efter. I september 1962 blev Iran ramt af jordskælv og siden fulgte en orkan i Thailand i oktober. Samtidig måtte Algeriet, der lige havde opnået uafhængighed have det internationale samfunds assistance til at genbosætte 5 millioner hjemvendte flygtninge. WFP spillede hurtigt en central rolle i at imødekomme de akutte behov for fødevarehjælp, der herved opstod og i 1965 blev fødevareprogrammet udvidet. Behovet for en organisation, der arbejder med humanitær fødevarehjælp i frontlinjen af det internationale samfund er desværre ikke blevet mindre siden.

## Organisation
Siden 1996 er WFP blevet ledet af en bestyrelse, sammensat af repræsentanter fra 36 nationer, udvalgt af de i alt 193 lande, som er medlem af FN eller FN's Fødevare- og Landbrugsorganisation, FAO. Landene vælges for en periode på tre år. WFP's eksekutivdirektør udnævnes af FN's generalsekretær samt FAO's generaldirektør for en femårs periode, og fungerer som chef for WFP, assisteret af fire vicedirektører. Amerikaneren Josette Sheeran blev udnævnt til WFP's 11. eksekutivdirektør i april 2007. Den 5. april 2012 blev amerikaneren Ertharin Cousin udnævnt som 12. eksekutivdirektør for WFP. 5. april 2015 blev WFP's nuværende eksekutivdirektør, David Beasley, udnævnt.  

### Mandat
WFP's strategiske mål er at finde i den strategiske plan , der er gældende for fire år ad gangen. Den seneste plan, vedtaget af bestyrelsen i 2016, har fem strategiske målsætninger, der er afstemt med FN's Verdensmål for Bæredygtig Udvikling:
1. At bekæmpe sult
2. At forbedre ernæring
3. At opnå fødevaresikkerhed
4. At støtte implementeringen af Verdensmålene
5. At indgå partnerskaber for at skabe resultater for Verdensmålene.

De fem målsætninger bygger således på hhv. verdensmål 2, stop sult (nr. 1-3) og verdensmål 17 (nr. 4-5), partnerskaber for handling. 
WFP finansieres udelukkende gennem frivillige bidrag – med regeringer som de primære donorer, men også den private sektor, fonde og individuelle bidragydere er vigtige samarbejdspartnere. I 2015 modtog WFP 4,8 milliarder US$ for at nå de mest presserende behov i den globale indsats mod sult.

## Programmer
Arbejdet med de langsigtede løsninger på verdens komplekse sultproblemer har gjort at WFP historisk har flyttet sig fra at være en traditionel nødhjælpsorganisation, baseret på overskudsproduktion, til også at operere med udviklingsprogrammer, fødevaresikkerhed og klimaforandringer. Over halvdelen af donationer til WFP består nu af penge, der bruges til at opkøbe fødevarer fra markeder i nærområderne til de store indsatslande. 

### Humanitær fødevarehjælp
Et verdensomspændende logistikkapparat gør at WFP hurtigt og effektivt kan levere livsvigtig fødevarebistand til lande der rammes af kriser, krige og katastrofer. Samtidig arbejder WFP's landeprogrammer på monitorering af fødevaresikkerhed i mange af verdens fattigste og mest usikre lande. Herigennem opbygges også et vigtigt beredskab i indsatslandenes lokalsamfund til selv at kunne respondere på nødssituationer, hvilket bidrager til en mere effektiv genopbygning. 
Hvad enten mennesker flygter fra krig, tørke eller naturkatastrofer er sult ofte det første problem der rammer dem og WFP arbejder tæt sammen med myndighederne i indsatslandene og i regionerne i forsøget på at sikre fødevarebistand til dem der har behov for det.
WFP's analyser af fødevaresikkerhed er opbygget omkring et netværk af 120 specialister som er udstationeret i verdens brændpunkter. En kortlægning af fødevaresikkerheden er en grundpræmis for alle landeoperationer og sammenfatter den viden, der er nødvendig for at WFP kan definere strategier for implementering i samarbejde med regeringer og andre samarbejdsparter. Programmerne kan være humanitær fødevaredistribution til internt fordrevne, skolemadprogrammer, Mad for Arbejde eller mere innovative interventioner som pengeoverførsler eller kuponprogrammer, hvis fødevarer er til rådighed på lokalmarkedet men for dyre at købe. Gennem monitorering af udviklingen i indsatslande med tilbagevendende kriser kan WFP umiddelbart vurdere, hvad der er behov for når en krise bryder ud.
WFP har et vigtigt og tæt samarbejde med sine partnere og alle operationer implementeres i samarbejde med regeringer, det øvrige FN system såsom FAO, UNHCR, UNICEF og WHO samt lokale og internationale organisationer. WFP samarbejder med over 2800 implementerende NGOer. Desuden samarbejder WFP med videns- og reseachinstitutioner og universiteter samt den private sektor med virksomheder indenfor logistik, fødevarer og andre kerneområder i relation til mandatet.
I 2008 var Sudan WFP's største modtager af humanitær fødevarebistand. 6 millioner mennesker fik mad fra WFP i landet, mange af disse internt fordrevne flygtninge.

### Udviklingsprojekter
En bred vifte af programmer bruger fødevarer som incitament til udvikling. Skolemadsprogrammet er det mest velkendte af disse. Et måltid mad i skolen fungerer både som forældrenes incitament til at investere i deres børns uddannelse og som en vigtig forudsætning for at sikre børnenes indlæringsevne. Skolemåltiderne medvirker til at børnene kan koncentrere sig om at lære, frem for at tænke på det næste måltid mad. 

#### Skolemad
WFP's skolemadsprogrammer sikrer skolebørn et næringsrigt måltid mad hver dag. Skolemåltidet indeholder de nødvendige næringsstoffer for at et barn kan udvikle sig og tilegne sig viden og derigennem udnytte sit fulde indlæringspotentiale. 
WFP ser uddannelse som et vigtigt værktøj til bekæmpelse af fattigdom, sult og diskriminering. De indsatslande, der rangerer lavest i forhold til fødevaresikkerhed har oftest også en lav skolesøgning og et flertal af befolkningen gennemfører ikke et grundskoleforløb. Der er også en klar sammenhæng mellem uddannelse og indtægt senere i livet. I 2017 gav WFP skolemåltider eller næringsrige mellemmåltider til 18,3 millioner børn i 63 lande, inklusiv fødevarerationer til at tage med hjem – et incitament til fattige familier om at sende deres børn i skole, i stedet for at tage dem ud for at arbejde hjemme, i markerne eller på fabrikker. Sult har en negativ effekt på udviklingen af hjernen og begrænser et barns potentiale til at leve et sundt og aktiv liv, med mulighed for at gennemføre en uddannelse.
WFP's ”mad for uddannelse” har som mål at forbedre fremmødet i skolen, særligt for piger. På skoler hvor WFP finansierer skolemåltiderne er der i gennemsnit 28 procent flere piger og 22 procent flere drenge som skrives ind allerede i løbet af det første år med skolemadprogrammer.
I løbet af de sidste 45 år har 28 lande overtaget administrationen af skolemadsprogrammerne og viderefører projektet uden yderligere støtte af WFP.

#### Mad for arbejde
Fødevarer bruges også som incitament i Food For Work programmerne, hvor et udviklingsprojekt defineret af lokalsamfundene og udføres af lokal arbejdskraft. Lønnen består af en basisforsyning af fødevarer fra WFP der kan brødføde familien. 
Rationalet bag Food for Work er tilsvarende at bekæmpe fattigdom og sult gennem beskæftigelse. Projekterne gør det muligt for de mest sårbare at tage det første skridt ud af en ond cirkel af fattigdom og sult ved at bygge på de ressourcer der er til stede i lokalsamfundene. De fattigste bliver tilbudt fødevarerationer som løn for det arbejde de udfører på projekter som de selv har været med til at prioritere. Det er som oftest genopbygning af infrastruktur, veje og vandforsyning. En række projekter tilbyder også fødevarerationer som betaling for den tid de fattige bruger på at tilegne sig nye færdigheder, der med tiden kan lede til et job, eller en selvstændig forretning.

## Sult
WFP, FAO, UNICEF, IFAD og WHO's seneste rapport 'the State of Food Security and Nutrition in the World' viser at 821 millioner mennesker lever med sult og underernæring. Det svarer til at næsten hver ottende verdensborger hver dag spiser for lidt til at kunne leve et aktivt og sundt liv. Faktisk er sult og fejlernæring verdens største sundhedsrisiko – og samlet set større end HIV/AIDS, malaria og tuberkulose til sammen. 
Blandt hovedårsagerne til sult i verden i dag er konflikter og krige, klimavariationer, fattigdom, underudviklet landbrugssektor og rovdrift på miljø og naturressourcer. En nyere faktor er de seneste års globale finansielle krise, der har skubbet endnu flere ud i fattigdom og sult i verdens fattigste lande.
Foruden den åbenlyse sult, som er et resultat af at kroppen ikke får nok mad, er der også den skjulte sult, forårsaget af fejlernæring, som medfører et ringere immunforsvar og øger risikoen for infektionssygdomme. På længere sigt forhindrer fejlernæring en normal fysisk og mental udvikling, reducerer arbejdsdueligheden og forøger risikoen for en tidligere død.
Sult er ikke kun en byrde for det enkelte individ. Sult udgør en næsten uoverstigelig samfundsøkonomisk omkostning for udviklingslandene. For hvert barn, der forhindres i at realisere sit fulde fysiske og mentale potentiale på grund af kronisk sult og fejlernæring, vurderer økonomer at det koster en realnedgang i indkomsten over et helt liv på fem til ti procent. 
FN's bæredygtige udviklingsmål (også kaldet Verdensmålene) fra 2015 har sat en halvering af verdens sultende øverst på den internationale dagsorden. Desværre er udryddelsen af kronisk sult, der ellers oplevede gode fremskridt i 1980'erne samt første halvdel af 1990'erne, i det sidste årti langsomt men sikkert begyndt at gå i den modsatte retning. 

### Underernæring
En underernæret person fører en daglig kamp for at opretholde kroppens normale funktioner som for eksempel at vokse og kunne modstå sygdomme. Fysisk udfoldelse bliver svært og indlæringsevnen nedsat. Kvinder løber en større risiko ved graviditet og fødsel og når barnet er født bliver det ofte problematisk at producere nærende modermælk. 
Når en person ikke får mad nok, eller får den forkerte mad, lurer risikoen for fejlernæring lige om hjørnet og ofte med sygdom til følge. Selv hvis en person får nok at spise kan fejlernæring følge af at maden ikke indeholder vitaminer og mineraler i den mængde og sammensætning, der skal til for at møde det daglige ernæringsbehov.
Fejlernæring i en tidlig alder forårsager ringere fysisk og mental udvikling gennem hele opvæksten. Der er 147 millioner børnehaveklasse børn, som lider af kronisk fejlernæring (SCN rapporten, World Nutrition Situation) i udviklingslande. Samme rapport påviser at jodmangel globalt set er den største enkeltstående årsag til mental retardering og hjerneskade.
Underernæring påvirker indlæringsevnen og studier har påvist at det ofte fører til lavere indkomst i voksenlivet. Underernæring medfører også at kvinder føder undervægtige børn.
De første to leveår er de mest kritiske for indsatsen mod underernæring, der kan forårsage uoprettelig livslang skade. WFP fokuserer derfor på de tidligste livsfaser inklusive graviditeten, hvor moderen har brug for ordentlig ernæring til barnets første 24 måneder og hvor WFP assisterer med livsnødvendige vitaminer og mineraler.
At undgå fejlernæring handler om at sikre såvel kvaliteten som kvantiteten af den daglige kost og sikre at den nødvendige sundhedspleje er til rådighed. WFP bekæmper fejlernæring både ved at uddele de rigtige fødevarer til fejlernærede mennesker, men arbejder i lige så høj grad gennem strategier for at forebygge at fejlernæring sker.

## Goodwill ambassadører
En række kendte er eller har været goodwill ambassadører for WFP. 
Pr. 2022 drejer det sig bl.a. om The Weeknd, Gianluigi Buffon og Kate Hudson. Franca Sozzani (chefredaktør for Vogue Italia) har også tidligere været goodwill ambassadør.